# Trujillina isolata
Trujillina isolata är en spindelart som först beskrevs av Bryant 1942.  Trujillina isolata ingår i släktet Trujillina och familjen Ctenidae.
Artens utbredningsområde är Puerto Rico. Inga underarter finns listade i Catalogue of Life.